# Lasiopezus longimanus
Lasiopezus longimanus är en skalbaggsart som först beskrevs av Thomson 1858.  Lasiopezus longimanus ingår i släktet Lasiopezus och familjen långhorningar.
Artens utbredningsområde är:
- Angola.
- Botswana.
- Kenya.
- Malawi.
- Moçambique.
- Senegal.
- Zimbabwe.

Inga underarter finns listade i Catalogue of Life.